# Русалка
Вижте пояснителната страница за други значения на Русалка.
Русалката е легендарно същество от славянската митология, чиято горна част на тялото е човешка, а долната наподобява опашка на риба.
Русалките присъстват в митологичните разкази на много народи от целия свят. Предполага се, че първите произлизат от Асирия, където богинята Атаргатис се превръща в русалка от срам, след като убива любимия си. Често русалките са свързвани със събития като наводнения, бури и корабокрушения.
Русалки, подобни на славянските демонични същества, напълно отсъстват от традиционния български фолклор, в който така се наричат същества, сходни със самодивите и свързани с ритуалите на Русалиите.

## Произход
Образът на русалките произхожда от славянското езичество. Повечето културни антрополози смятат, че първоначално русалките са били свързани с култа към божествата на плодородието. Силната и властната им природа дава опора на теорията, че е възможно да са остатък от по-ранни матриархални религиозни представи. Те често са речни или морски духове, вероятно подобни на познатите от старогръцката митология сирени и дриади. Древните славяни са смятали, че реки, езера и морета, както и техните брегове и близки до тях гори, се намират под закрилата на местна русалка. Подобно на самодивите, русалките също са описвани като приказно красиви жени, които могат да бъдат както добронамерени, така и с доста зъл и отмъстителен характер.

## Външен вид
В повечето легенди в славянските страни русалките са вечно млади и красиви жени с разпуснати зелени коси. Обикновено седят по бреговете на реки и езера. Когато късат косите си, предизвикват наводнения. Ако изсъхне кожата им, умират завинаги. Широко разпространено е вярването, че в русалки се превръщат душите на момичета и млади жени, загинали при удавяне, както насилствено, така и при самоубийство. В някои народни вярвания на южните славяни те могат да бъдат завлечени под водата от злия дух Водник. Той е техен господар, но тайно те го мразят и понякога помагат на хора, за да объркат плановете му.